# Probosca tenera
Probosca tenera là một loài bọ cánh cứng trong họ Oedemeridae. Loài này được Semenow miêu tả khoa học năm 1900.